# Sos muślinowy
Sos muślinowy (fr. mousseline) – rodzaj sosu, który wywodzi się z kuchni francuskiej.
Sos jest przyrządzany na bazie sosu holenderskiego z dodatkiem równej ilości niesłodzonej bitej śmietany. Całość ogrzewa się w garnku, który zanurza się w większym garnku z wrzątkiem i nieustannie ubija trzepaczką.
Serwuje się go z gotowanymi warzywami: szparagami, kalafiorem bądź z rybą z wody.